# Jordan Yamoah
Jordan Yamoah (né le 30 septembre 1993) est un athlète ghanéen, spécialiste du saut à la perche.

## Biographie
En mai 2013, au cours des championnats NCAA à Pueblo dans le Colorado, Jordan Yamoah établit un nouveau record du Ghana du saut à la perche avec 5,40 m.
Médaillé d'argent des Jeux africains de 2015, à Brazzaville, il remporte la médaille de bronze des championnats d'Afrique 2016, à Durban.

### Palmarès
| Date | Compétition            | Lieu        | Résultat | Épreuve          | Marque |
| ---- | ---------------------- | ----------- | -------- | ---------------- | ------ |
| 2015 | Jeux africains         | Brazzaville | 2e       | Saut à la perche | 5,20 m |
| 2016 | Championnats d'Afrique | Durban      | 3e       | Saut à la perche | 5,00 m |

### Records
| Épreuve          | Épreuve   | Marque      | Lieu      | Date         |
| ---------------- | --------- | ----------- | --------- | ------------ |
| Saut à la perche | Plein air | 5,40 m (NR) | Pueblo    | 25 mai 2013  |
| Saut à la perche | Salle     | 5,41 m (NR) | Pittsburg | 12 mars 2016 |